# 유무 (회양왕)
회양왕 유무(淮陽王 劉武, ? ~ 기원전 180년)는 중국 전한의 황족 · 제후왕으로, 전한 혜제의 아들이라 하나 고황후가 속인 것이라는 말도 있다.
혜제의 후궁의 아들로, 혜제 사후 임조칭제를 하는 고황후가 여씨를 왕으로 세우기 위해 먼저 여후 원년(기원전 187년) 4월에 혜제의 후궁의 아들들을 왕과 후로 봉하면서 호관후에 봉해졌다. 여후 5년(기원전 183년) 8월, 역시 혜제의 후궁의 아들인 회양왕 유강이 죽자 그 뒤를 이어 회양왕이 되었다. 여후 8년(기원전 180년), 고황후가 죽었을 무렵 황제는 혜제의 아들이라는 소제 유홍이었고, 고황후가 세운 그의 손자 제후왕은 혜제의 아들이라는 유무와 제천왕 유태, 항산왕 유조, 노원공주의 아들인 노왕 장언이 있었는데, 모두 어려서 봉국으로 가지 않고 장안에 있었다. 이해 주발 · 진평 등 대신들과 유양 · 유장 등 유씨 황족들이 함께 여씨 세력을 타도하였고, 이들은 혜제의 후궁의 아들들로서 황제와 왕이 된 사람들을 모두 사실 혜제의 아들이 아니고 고황후가 속여서 입궁시켰다고 했다. 결국 유무는 소제 · 유태 · 유조와 함께 주살되었다. 회양나라는 폐해져 군이 되었다가 4년 후 대왕 무를 왕으로 삼아 복국했다.